# 希尔伯斯多夫
希尔伯斯多夫（德語：Hilbersdorf）是德国图林根州的市镇，隶属于格赖茨县。总面积为4.06平方千米，截至2023年12月31日总人口为199人。